# زوان مخرزي
الزوان المخرزي (باللاتينية: Lolium subulatum) نوع نباتي يتبع جنس الزوان من الفصيلة النجيلية.

## الموئل والانتشار
موطنه الأصلي بعض مناطق حوض البحر الأبيض المتوسط والقوقاز، حيث يوجد في بلاد الشام والمغرب العربي وقبرص وتركيا وكرواتيا.